# 浙江科技大学
浙江科技大学（英語：Zhejiang University of Science & Technology，缩写ZUST）简称：浙科大、浙科，为浙江省属全日制本科高校，是一所具有硕士、学士学位授予权和外国留学生、港澳台学生招生权的特色鲜明的应用型省属本科高校，主校区位于杭州西湖区小和山高教园区，分校区位于安吉教科文新区，被教育部列为首批“卓越工程师教育培养计划”实施高校，首批“新工科研究与实践项目”入选高校、“浙江省国际化特色高校”建设单位。
学校前身为成立于1980年的浙江大学附属杭州工业专科学校，自1987年杭州高等专科学校开始本科教学至今，已有近40年的本科教学历史，先后经历了浙江大学附属杭州高等专科学校、杭州应用工程技术学院等发展阶段，2001年8月更名为浙江科技学院。2003年10月，浙江省轻工业学校成建制并入。2023年12月正式更名为浙江科技大学。
截至2023年7月，学校拥有两个校区，小和山校区坐落于杭州西湖区的小和山高教园区，土地面积1900余亩，建筑面积47万平方米；安吉校区位于湖州安吉，土地面积1000余亩，建筑面积17万平方米，教学科研仪器设备总值约5亿元，纸质图书200万余册；设有17个二级学院、1个教学部，开设57个本科专业；拥有6个学术型硕士学位授权一级学科、8个硕士专业学位授权点；现有全日制本科生、研究生19000余名；各类来华留学生1200余名；现有在编教职工1620名，专任教师1240名，其中高级职称教师520余名，具有博士学位教师占56%。

## 历史

浙江科技学院時期標誌

1980年，浙江大学附属杭州工业专科学校成立。
1983年，獨立為杭州工业专科学校。
1984年，改為浙江大学附属杭州高等专科学校。
1987年，獨立為杭州高等专科学校。
1992年，更名為杭州应用工程技术学院。
2001年，更名為浙江科技学院。
2009年，顺利成为硕士学位授权立项建设单位。
2023年，浙江省教育厅公示，浙江科技学院拟更名為「浙江科技大学」。
2023年12月14日，教育部正式同意浙江科技学院更名为浙江科技大学。

## 现状

### 学院
学校下设14个二级学院、1个教学部；现有57个本科专业；拥有6个学术型硕士学位授权一级学科、8个硕士专业学位授权点。
- 机械与能源工程学院
- 自动化与电气工程学院
- 信息与电子工程学院
- 土木与建筑工程学院
- 生物与化学工程学院
- 环境与资源学院
- 艺术设计学院/服装学院
- 经济与管理学院
- 人文与国际教育学院
- 理学院/曙光大数据学院
- 外国语学院/中德学院
- 中德工程师学院（安吉校区）
- 马克思主义学院
- 体育部
- 创新创业学院/工程训练中心[5]
- 求是学院（根据浙江省人民政府浙政（2006）88号文件，原浙江科技学院求是应用技术学院于2006年8月22日起终止办学，由浙江教育学院全面接管，现为浙江外国语学院）

### 校区
学校共有2个校区，其中小和山校区校园土地面积1900余亩，安吉校区1000余亩。

## 学术
学校现有在编教职工1620名，专任教师1240名，其中高级职称教师520余名，具有博士学位教师占56%，具有6个月以上海外学术经历教师占30%以上，双师双能型教师占40%以上；其中硕士及以上学历比例占85%，具有企业实践经历占40%以上，省突出贡献中青年专家2人，入选省“151人才工程”61人，省高校中青年学科带头人14人，省级科研或教学团队4个。
学校现有省一流学科6个、省重点实验室等省部级以上学科科研平台15个。近年来获得国家级科技计划项目、国家基金100余项目，省部级及以上科研奖项30余项，其中国家级科学技术奖2项。现有国家工程实践教育中心等国家级教学平台8个，省人才培养模式创新实验区等省部级教学平台16个，省级教学团队3个。现有国家一流本科专业等国家级专业5个，省级专业28个，8个专业通过专业认证。有国家精品课程等省部级以上课程45门。国家级、省级规划教材（项目）29部（项）。获国家级教学成果奖2项，省级教学成果一等奖4项。

## 国际交流
学校有数十年的对外合作交流历史，并以国际化办学为特色，是教育部确定的中德合作培养高等应用型人才试点院校。1985年，浙江省和德国下萨克森州签订协议，共同建设学校。1990年，中德两国政府正式换文，开始两国政府级合作建设学校的项目。2000年起，先后与汉诺威应用科学大学等7所德国应用科学大学开展了中德“2+3”联合培养本科生项目。由学校发起的“中德论坛：高层次应用型人才培养”在中德高校中产生过较大影响，学校是教育部确定的论坛基地建设单位。学校还与罗马尼亚克鲁日巴比什—波雅依大学、德国埃尔福特应用科技大学合作建立了孔子学院。德国总理默克尔在G20杭州峰会期间对学校中德合作取得的成果表示赞赏。